# Blanca (voornaam)
Blanca of Blanche is een Engels/Franse voornaam. Ze is verlatijnst uit het Germaans (Blankas) en betekent "de blanke, glanzende". De naam vindt waarschijnlijk zijn oorsprong in Spa.

## Bekende naamdraagsters
- Blanca van Anjou
  - Blanca van Anjou (1018-1076)
  - Blanca van Anjou (1250-1269)
  - Blanca van Anjou (1280-1310)
- Blanca van Artesië
- Blanca van Aumale
- Blanca van Bourbon
  - Blanche van Bourbon (gestorven in 1304)
  - Blanche van Bourbon (1339-1361)
  - Blanca van Spanje, (1868-1949
- Blanca van Bourgondië
- Blanca van Brienne
- Blanca van Castilië
- Blanca van Frankrijk
  - Blanche van Frankrijk (1278-1305), dochter van koning Filips III van Frankrijk
  - Blanche van Frankrijk (1252-1310), dochter van koning Lodewijk IX van Frankrijk
  - Blanche van Frankrijk (1313-1358), dochter van koning Filips V van Frankrijk
- Blanca van Namen
- Blanca van Navarra
  - Blanca van Navarra (Castilië) (+1156), echtgenote van Sancho III van Castilië
  - Blanca van Navarra (1177-1229)
  - Blanca van Navarra (1226-1283)
  - Blanca van Navarra (1331-1398), koningin van Frankrijk
  - Blanca I van Navarra (1387-1441), koningin van Navarra
  - Blanca II van Navarra (1424-1464), pretendent-koningin van Navarra